# Американцы шведского происхождения
Американцы шведского происхождения или американские шведы (англ. Swedish Americans, швед. svenskamerikaner) — граждане Соединённых Штатов Америки, имеющие полное или частичное шведское происхождение. Американцы шведского происхождения, в основном потомки около 1,2 млн иммигрантов из Швеции в течение 1885—1915. Большинство из них были лютеранами, которые связаны с Евангелическо-Лютеранской Церковью в Америке (ЕЛЦА) или с методистами.

## Колонизация
Первыми шведскими американцами были поселенцы в Новой Швеции. Колония создана королевой Швеции Кристиной в 1638 году, она была расположена на Делавэрской долине, в том числе на территориях современных штатов Делавэр, Нью-Джерси и Пенсильвания. Новая Швеция вошла в Новую Голландию в 1655 году и перестала быть официальной территорией Королевства Швеция. Тем не менее, многие шведские и финские колонисты сохраняли какую-то политическую и культурную автономность.
В наше время история Новой Швеции нашла своё отражение в представлении Американского Шведского Исторического Музея в Филадельфии, Fort Christina State Park в г. Уилмингтон, штат Делавэр и Governor Printz Park and The Printzhof в г. Эссингтон, штат Пенсильвания.

### Средний Запад
Шведская эмиграция в Соединённые Штаты достигла новых высот в 1896 году, а именно в этом году существовал орден Васа Америки, шведская американская организация, была создана, чтобы помогать иммигрантам. Шведские американцы обычно приходили через Нью-Йорк, а затем поселялись в верхней части Среднего Запада. Большинство из них были лютеранами и принадлежали к синодам, которые теперь связаны с Евангелическо-Лютеранской Церковью в Америке, в том числе Августанской Евангелическо-Лютеранской Церковью. Теоретически, они были истово верующим народом.
В 1900 году Чикаго был городом с вторым по величине числом с присутствием шведского этноса после Стокгольма, столицы Швеции. К тому времени шведами в Чикаго была основана Евангелическая конвентантская церковь и создали институты. Многие другие поселились в штате Миннесота, в частности, вслед за штатом Висконсин, а также Нью-Йорке, Пенсильвании, Мичигане, Айове, Небраске и Иллинойсе. Как и норвежские и датские американцы, многие шведы предпочитали сельский образ жизни, который они вели в Швеции; как и многие иммигранты, обосновывались на фермах или в небольших городах по всему Среднему Западу.

### Новая Англия
На востоке Новая Англия стала местом для многих квалифицированных промышленных рабочих и шведских центров, созданных в таких областях, как Джеймстаун, штат Нью-Йорк, Провиденс, Род-Айленд, и Бостон, штат Массачусетс. Небольшие шведские поселения также были построены в Новой Швеции, штате Мэн.
Самым большим поселением в Новой Англии был Вустер, штат Массачусетс. К началу XX века шведскими американцами были организованы многочисленные церкви, организации, предприятия и ассоциации. Среди них шведская корпорация ритуальных услуг (1885), Домашний шведский лютеранский дом престарелых (1920), а также скандинавский «Атлетический клуб» (1923). Эти организации существуют и до наших дней, хотя некоторые изменили их названия. Многочисленные местные ложи шведской национальной американской организации также процветала и несколько оставаться платежеспособным с 2008 года. На окраине крупнейшей шведской американской поселенческой территории — посёлке Квинсигамонд, сельские дорожные знаки читаются, как карта Швеции: Стокгольм-стрит, Хальмстад-стрит, и улица Мальмё и другие.

### Западный берег США
Многие шведы также дошли до Тихоокеанского Северо-Запада на рубеже XIX—XX веков, вместе с норвежскими американцами. Заметное влияние в окрестности Баллард в Сиэтле, а также в Шведском Медицинском центре, главной больнице в г. Сиэтле. Шведские иммигранты, прибывшие за последние десятилетия, обосновались в основном в пригородах Нью-Йорка и в Лос-Анджелесе.

## Ассимиляция
В 1860—1890 гг. было мало ассимиляции в американском обществе. Существовала относительно слабая шведская американская институциональная структура до 1890 года, и шведские американцы были несколько неуверены в их социально-экономическом положении.
Всё большая шведская община Америки способствовала росту институциональной структуры — была шведская пресса, шведские церкви и колледжи, этнические организации, которые были построены на деньги спонсоров благотворительности Swedishness в Соединённых Штатах. Бланк (2006) утверждает, что после 1890 года возникло уверенное в себе американизированное поколение. В престижном колледже Августана, созданном в Америке студенты начали преобладать после 1890 года. Некоторые студенты сыновьями и дочерьми фермеров и рабочих. Эти студенты разработали идеализированное представление Швеции, в котором характеризуется романтизм, патриотизм и идеализм, так же, как и их коллеги по другую сторону Атлантики. Новое поколение стало особенно гордиться Шведским вкладом в американскую демократию и созданием республики, которая обещала установить свободу и уничтожить угрозу рабства. Одим из главных деятелей был представитель Йохан Альфред Энандер, давний редактор Hemlandet (швед.-родина), шведской газеты в Чикаго. Шведы, кроме того, были одними из первых основателей Америки с их новой колонией Швеции в штате Делавэр, и они были более честными, чем циничными и алчными голландцами и англичанами.
В 1896 году орден Васа Америки, шведско-американская организация, была создана для обеспечения этнической идентичности и социальных услуг, такие как страхование здоровья и смерти, субсидии, действовало множество социальных и рекреационных возможностей, а также поддерживает контакты с коллегами ложи в Швеции. Йоханнес Ховинг и его жена Хельга Ховинг были лидерами этой организации, призывая к поддержанию шведского языка и культуры среди американцев, особенно молодое поколение. Однако они вернулись в Швецию в 1934 году и орден Васа был американизирован.
Шведский язык был вторым по величине иностранным языком прессы в США (после немецкого) в 1910 году. Журнал Valkyrian был основан в Нью-Йорке и способствовал укреплению этноса, опираясь на коллективную память и религию. Были многочисленные сообщества писателей и журналистов, из которых самым известным был поэт-историк Карл Сэндберг из Иллинойса.
Baigent (2000) исследует динамику экономической и культурной ассимиляции и «американскую мечту» в одном небольшом городе. Большинство шведов в МакКиспорте, штате Пенсильвания, между 1880 и 1920 были постоянными поселенцами, а не временными мигрантами. Иммигранты очень ценили свободу вероисповедания, что предложила Америка, но их политические свободы были сильно ограничены. Мечты многих отдельных шведов сбылись, но мечта о создании постоянного шведского сообщества в МакКиспорте не была реализована, так как отдельные шведы двинулись дальше в пределах Соединённых Штатов в погоне за продолжающимся экономическим успехом. Шведские американцы создали свою социальную идентичность в США в период до их членства в общественных клубах и их преднамеренным членством или не членством в различных по этническому признаку институтов.
Шведские американцы были против вступления в Первую мировую войну, в которой Швеция была нейтральной. Политическое давление во время войны, поощрение и быстрого перехода от шведского на английский в церковных службах, старшее поколение было двуязычным к настоящему времени и молодёжь с трудом понимает старый язык.
В 1930-х годах, ассимиляция в американском образе жизни была почти полной, за редким опытом вражды или дискриминации.
После 1940 года шведские американцы редко преподают в вузах или колледжах, и шведские газеты и журналы в США почти все были закрыты. Несколько небольших городов США сохранили несколько видимое шведское влияние.

## Церковь
Формальное членство церкви в 1936 году было сообщено следующее:
- Августанский Синод (лютеранский) — 1 203 церкви — 254 677 членов
- Баптисты — 300 церквей — 36 820 членов
- Шведская Евангелическая Свобода — 150 церквей — 9 000 членов
- Шведские методисты — 175 церквей — 19 441 член
- Миссия конвентантов — 441 церковь — 45 000 членов

## Демография

Распределение шведских американцев согласно переписи 2000 года

Несколько небольших городов США сохранили несколько заметное шведское влияние. Например: Сильверхилл, штат Алабама, Кембридж, штат Миннесота, Линдстрем, штат Миннесота, Карлстад, штат Миннесота; Линдсборг, штат Канзас, Гётеборг, Небраска, Окленд, штат Небраска, Андовер, штат Иллинойс; Кингсбург, штат Калифорния, Холм Епископа, штат Иллинойс, и Бемус-Пойнт, Нью-Йорк.
Около 3,9 % населения США, как сообщают, имеют скандинавское происхождение (в которое также входят норвежские американцы, датские американцы, финские американцы, и исландские американцы). В настоящее время, по данным обследования американского общества 2005 года, всего 56 324 американца продолжают говорить на шведском языке в быту, по сравнению с 67 655 в 2000 году . Большинство из них недавние иммигранты. Шведские американские общины, в основном, перешли на английский в 1920 году. Шведский редко преподают в вузах или колледжах и редко издаются газеты и журналы на шведском языке.

### Шведские американцы по штатам
Десять штатов с самым большим присутствием шведских американцев
| 1  | Миннесота   | 586,507 |
| 2  | Калифорния  | 559,897 |
| 3  | Иллинойс    | 303,044 |
| 4  | Вашингтон   | 213,134 |
| 5  | Мичиган     | 161,301 |
| 6  | Флорида     | 155,010 |
| 7  | Висконсин   | 149,977 |
| 8  | Нью-Йорк    | 133,788 |
| 9  | Техас       | 127,871 |
| 10 | Массачусетс | 119,267 |

Десять штатов с самой большой процентной частью шведских американцев в составе населения
| 1  | Миннесота       | 9,9 % |
| 2  | Северная Дакота | 5,0 % |
| 3  | Небраска        | 4,9 % |
| 4  | Юта             | 4,3 % |
| 5  | Южная Дакота    | 3,9 % |
| 6  | Вашингтон       | 3,6 % |
| 7  | Айдахо          | 3,5 % |
| 8  | Вайоминг        | 3,5 % |
| 9  | Монтана         | 3,4 % |
| 10 | Айова           | 3,3 % |